# Завод ізооктану в Едмонтоні
Завод ізооктану в Едмонтоні – підприємство у канадській провінції Альберта, котре спеціалізується на випуску високооктанових паливних присадок.
В 1992 році компанії Chevron та Neste ввели в експлуатацію споруджений на паритетних засадах завод Alberta EnviroFuels, котрий мав виробляти метилтретинний бутиловий етер (MTBE) – високооктанову присадку для пального. Він отримував бутан по трубопроводу з Форт-Саскачевана, після чого перетворював його на ізобутан за допомогою розробленої компанією UOP технології Butamer. Далі ще одна установка здійснювала процес UOP Oleflex, який шляхом дегідрогенізації переробляв ізобутан на ізобутилен. Нарешті, реакцією останнього з метанолом отримували MTBE. На момент початку роботи потужність заводу складала 530 тисяч тон на рік, а на початку 2000-х рахувалась вже як 800 тисяч тон.
Невдовзі після запуску Alberta EnviroFuels у США з екологічних причин заборонили використовувати MTBE. Тому в 2002-му його перепрофіліювали на випуск іншого високооктанового компонента – ізооктана, який отримують реакцією ізобутана з ізобутиленом. Вироблений ізооктан міг спрямовуватись на нафтопереробні заводи залізницею, автомобільним транспортом або по трубопроводу Trans Mountain Pipeline, котрий забезпечує доставку на НПЗ та морський термінал в Барнабі на околиці Ванкувера. В 2012-му завод викупила компанія Keyera, котра володіє в Форт-Саскачевані установкою фракціонування, на якій виділяють бутан.
Станом на другу половину 2010-х потужність Alberta EnviroFuels становила 13,6 тисяч барелів ізооктана на добу. Для зберігання сировини та продуктів її переробки на заводі створили сховища об’ємом 115,7 тисяч барелів.